# 아지키역
아지키역(일본어: 安食駅, あじきえき 아지키에키[*])은 일본 지바현 인바군 사카에정에 있는 동일본 여객철도의 철도역이다.

## 역 구조
상대식 승강장으로 2면 2선의 지상역이다. 2번선 쪽에 목조 역사가 있다. 1번선과 2번선 사이에 중선이 있었지만 지금은 철거되었다. 나리타역이 관리하는 직영역으로, 초록 창구, 자동발권기, 자동개찰기가 설치되어 있다. 화장실은 배리어 프리 시설을 갖추고 있다.

### 승강장
역사의 반대쪽에서부터 번호를 센다.
| 1 | ■ 나리타선 | 나리타 방면          | (교행 시에만) |
| 2 | ■ 나리타선 | 나리타 방면          |               |
| 2 | ■ 나리타선 | 아비코 · 우에노 방면 |               |

## 역사
- 1901년 2월 2일 - 나리타 철도 나리타 ~ 아지키 간의 개업에 따라 개업하였다. 4월 1일에는 아비코까지 연장되었다.
- 1920년 9월 1일 - 매수에 따라 일본국유철도의 소속이 되었다.
- 1973년 10월 1일 - 나리타선 아비코 지선의 전 구간이 전철화되었다.
- 1987년 4월 1일 - 민영화에 따라 동일본 여객철도의 소속이 되었다.
- 2001년 11월 18일 - 스이카의 사용이 가능해졌다.

## 인접역
| 동일본 여객철도 나리타선 (아비코 지선) | 동일본 여객철도 나리타선 (아비코 지선) | 동일본 여객철도 나리타선 (아비코 지선) |
| -------------------------------------- | -------------------------------------- | -------------------------------------- |
| 고바야시 시나가와 방면                 | ■ 나리타선 아비코 지선                 | 시모사만자키 나리타 방면               |